# 特吕
特吕（法語：Truyes，法語發音：[tʁɥi] ⓘ）是法国安德尔-卢瓦尔省的一个市镇，位于该省中部，图尔市区以南，属于图尔区。

## 地理
特吕（47°16'22"N, 0°51'0"E）面积16.39 平方千米，位于法国中央-卢瓦尔河谷大区安德尔-卢瓦尔省，该省份为法国中西部省份，北起萨尔特省、东北接卢瓦-谢尔省，东南接安德尔省，南至维埃纳省，西临曼恩-卢瓦尔省。
与特吕接壤的市镇（或旧市镇、城区）包括：谢尔河畔阿泰、谢尔河畔阿宰、科尔默里、库尔赛、埃夫尔。

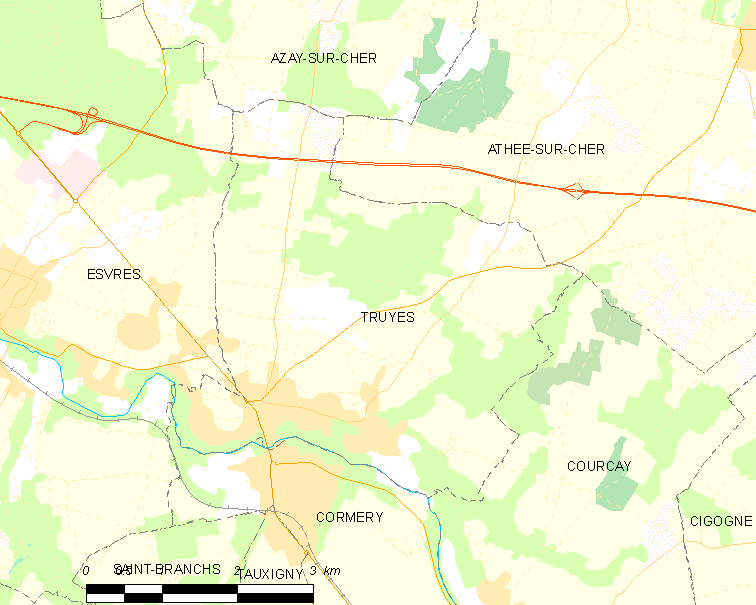
特吕的OSM定位图

特吕的时区为UTC+01:00、UTC+02:00（夏令时）。

## 行政
特吕的邮政编码为37320，INSEE市镇编码为37263。

## 政治
特吕所属的省级选区为蒙镇县。

## 人口

1962-2008年间特吕人口变化图示

特吕于2022年1月1日时的人口数量为2430人。